# لويس أندروتشي
لويس أنطونيو أندروتشي (بالإسبانية: Luis Antonio Andreuchi)‏ (17 يوليو 1955 في الأرجنتين – )؛ وهو لاعب كرة قدم أرجنتيني سابق كان يلعب كمهاجم. فاز مرتين بدوري الدرجة الأولى الأرجنتيني، مرة لاعبا لنادي كيلمس ومرة لنادي فيرو كاريل أويستي. كان هداف موسم 1978 من الدوري الأرجنتيني مسجلا 22 هدفا في 40 مباراة معادلا اللاعب الأرجنتيني الشهير دييغو مارادونا.